# Beijing Yintai Centre
El Beijing Yintai Centre (en chino, 北京银泰中心; pinyin, Běijīng Yíntài Zhōngxīn) es un complejo de rascacielos de uso mixto situado en Pekín, China. Está compuesto por tres torres, una principal (Torre 2) y dos secundarias a su lado (Torres 1 y 3). 
La Torre 2, también conocida como Park Tower, contiene el Hotel Park Hyatt (237 habitaciones), las 32 Residencias Park Hyatt y 228 apartamentos. Cuando se coronó, el 16 de diciembre de 2005, se convirtió en el rascacielos más alto de Pekín, aunque desde entonces ha sido superado por la China World Trade Center Tower 3. Las Torres 1 y 3, también llamadas Yintai Office Tower y PICC Office Tower, respectivamente, contienen oficinas y tienen en sus fachadas sendos logos de Yintai y PICC. 
El complejo fue diseñado por John Portman & Associates y se sitúa en Chang'An Avenue, en el distrito financiero de Pekín. El diseño de las torres, sobre todo de la parte superior, está influenciado por la arquitectura china tradicional. 